# Sinuapa (ort)
Sinuapa är en ort i Honduras.   Den ligger i departementet Departamento de Ocotepeque, i den västra delen av landet, 220 km väster om huvudstaden Tegucigalpa. Sinuapa ligger 847 meter över havet och antalet invånare är 2 389.
Terrängen runt Sinuapa är kuperad åt nordväst, men åt sydost är den bergig. Runt Sinuapa är det ganska tätbefolkat, med 58 invånare per kvadratkilometer. Närmaste större samhälle är Nueva Ocotepeque, 1,9 km söder om Sinuapa. Omgivningarna runt Sinuapa är en mosaik av jordbruksmark och naturlig växtlighet.